# نانوشیمی

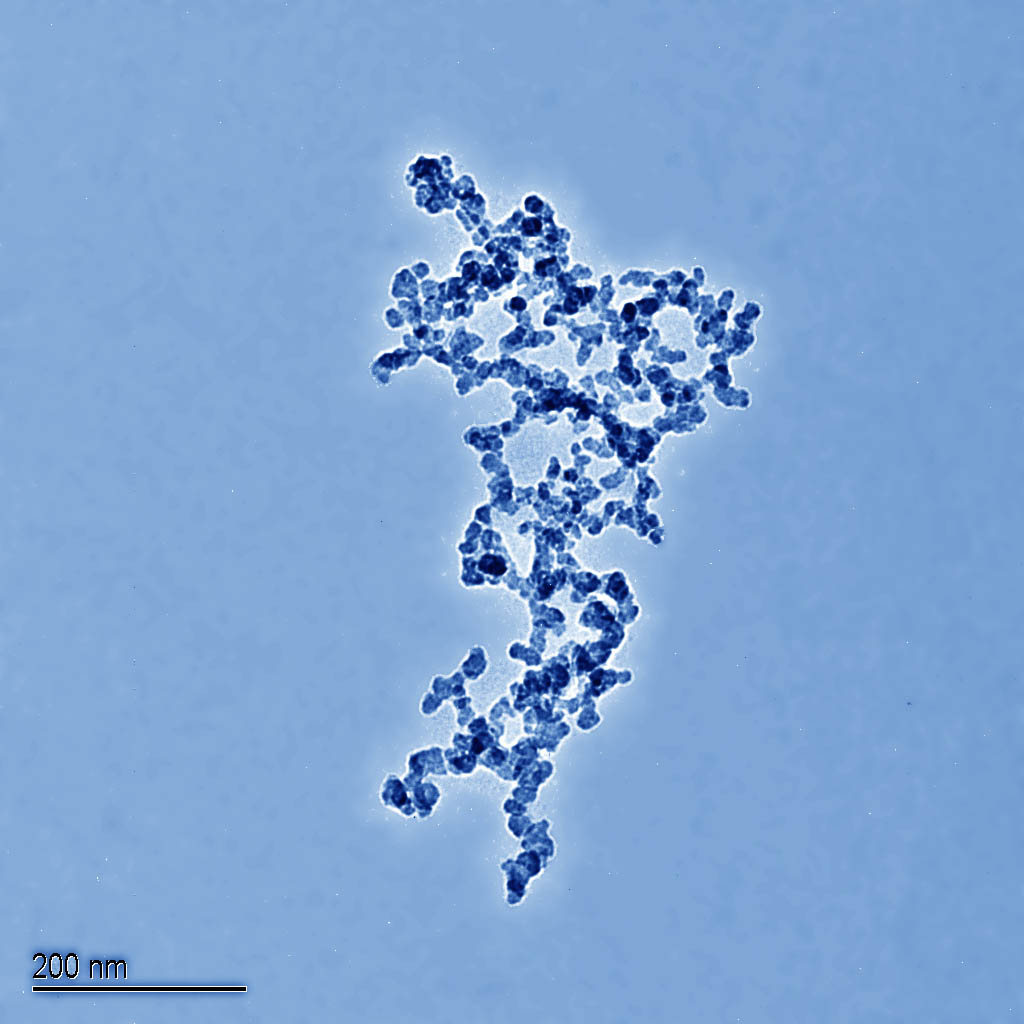
ذرات ماده‌ای در ابعاد ۲۰۰ نانومتر.

نانوشیمی (به انگلیسی: Nanochemistry)، یکی از شاخه‌های دانش شیمی است که به بررسی شیمی مواد، در مقیاس ذره‌ای نانومتری می‌پردازد.
این دانش در زمینه‌های مختلفی از جمله سوخت، پلیمر، رنگ، ساخت و ساز، پوشاک، دارو، خوراک و به‌طور کلی هر آنچه که به شیمی و مهندسی شیمی و مواد مربوط می‌شود، کاربرد دارد. به‌طور کلی توجه به کلیه علوم و فناوری‌های موجود در مقیاس نانو و کار و تولید در این مقیاس برای دستیابی به فراورده‌های با کیفیت و کمیت بهتر به عبارتی ارزانتر، محکمتر، سبکتر و کاراتر می‌باشد.

## گرایش‌های رشته نانوشیمی
یکی از مشخصه‌های علم شیمی و مهندسی شیمی، شناخت علم مواد و مهندسی مواد است که در علوم محض، مطالعه و پژوهش و در مهندسی، تولید انبوه مورد نظر است. از دیدگاه شیمی دانان، گرایش‌های این رشته می‌تواند همان گرایش‌های شیمی آلی، معدنی، تجزیه و شیمی فیزیک باشد که در مقیاس نانو مطالعه و بررسی می‌گردد تا نتایج یافته‌های جدید خود را برای انبوه‌سازی در مورد خاص به مهندسان مربوط ارائه کنند. از دیدگاه مهندسان شیمی، این گرایش‌ها بسته به نوع نیازهای جامعه و توانایی برآوردن آن نیازها می‌تواند به‌طور متفاوت دسته‌بندی شود.

## در ایران
در ایران واحدهای نانو شیمی عبارتند از:
شیمی سطح،سنتز مواد نانو، شناسایی مواد نانو، نانو پلیمرها و …

## کتاب‌ها
- J.W. Steed, D.R. Turner, K. Wallace Core Concepts in Supramolecular Chemistry and Nanochemistry (Wiley, 2007) 315p. شابک ‎۹۷۸−۰−۴۷۰−۸۵۸۶۷−۷
- Brechignac C. , Houdy P. , Lahmani M. (Eds.) Nanomaterials and Nanochemistry (Springer, 2007) 748p. شابک ‎۹۷۸−۳−۵۴۰−۷۲۹۹۳−۸
- H. Watarai, N. Teramae, T. Sawada Interfacial Nanochemistry: Molecular Science and Engineering at Liquid-Liquid Interfaces (Nanostructure Science and Technology) 2005. 321p. شابک ‎۹۷۸−۰−۳۸۷−۲۷۵۴۱−۳
- Ozin G. , Arsenault A.C. , Cademartiri L. Nanochemistry: A Chemical Approach to Nanomaterials 2nd Eds. (Royal Society of Chemistry, 2008) 820p. شابک ‎۹۷۸−۱۸۴۷۵۵۸۹۵۴
- Kenneth J. Klabunde; Ryan M. Richards, eds. (2009). Nanoscale Materials in Chemistry (2nd ed.). Wiley. ISBN 978-0-470-22270-6.